# Émail de l'Arbre de vie
L'Émail de l’Arbre de vie, dit Médaillon Fabri (du nom de son donateur), est un émail champlevé mosan réalisé vers 1150-1160 et attribué à Godefroy de Huy. Il est exposé dans le trésor de la collégiale de Huy. Il est l'un des plus beaux émaux mosans qui soit parvenu jusqu'à nous. 

## Classement
L'Émail est classé comme trésor de la Communauté française depuis le 16 janvier 2012. Le classement est paru au Moniteur belge le 13 mars 2013.
Biens qu'il ne s'agisse que d'un fragment provenant d'une œuvre plus grande (probablement une châsse), cet émail narratif n'a pas d'équivalent en Belgique, bien qu'il existe d'autres émaux narratif faisant partie d'œuvres plus grandes ou situées à l'étranger).